# Rejon Slobozia
Rejon Slobozia (rum. Raionul Slobozia; ros. Слободзейский район, Słobodziejskij rajon) – jeden z 7 rejonów Naddniestrza, znajdującym się w południowej części kraju. Stolicą rejonu jest Slobozia. Fragment rejonu znajduje się po prawej stronie Dniestru – obszary wsi Chițcani, Merenești, Zahorna i Cremenciug po wojnie secesyjnej Naddniestrza z 1992 pozostały pod jego kontrolą, choć Mołdawia uznaje je za fragment rejonu Căușeni, z kolei Naddniestrze uznaje za część rejonu Slobozia również miejscowość Copanca pozostającą pod administracją mołdawską (obszar zakreskowany na mapie).
Powierzchnia: 873,24 km².

## Podział administracyjny
W skład rejonu Slobozia wchodzą trzy miasta: Slobozia, Crasnoe i Pervomaisc, a także następujące gminy:
- Blijnii Hutor (tylko wieś Blijnii Hutor),
- Vladimirovca (wsie Vladimirovca, Constantinovca, Nicolscoe)
- Hlinaia (tylko wieś Hlinaia)
- Caragaş (tylko wieś Caragaş)
- Chițcani (Chițcani, Zahorna, Merenești)
- Corotna (tylko wieś Corotna)
- Nezavertailovca (tylko wieś Nezavertailovca)
- Parkany – Parcani (tylko wieś Parkany)
- Sucleia (tylko wieś Sucleia)
- Tîrnauca (tylko wieś Tîrnauca)
- Frunză (wsie Frunză, Andriașevca Nouă, Andriașevca Veche, Novocotovsc, Priozornoe, Uiutnoe, Novosavițcaia)
- Cioburciu (tylko wieś Cioburciu)[1].